# Krisdayanti
Krisdayanti (ur. 24 marca 1975 w Batu) – indonezyjska piosenkarka i aktorka, należąca do gwiazd indonezyjskiej kultury popularnej.
Była licznie nagradzana, na swoim koncie ma m.in. nagrodę AMI (Anugerah Musik Indonesia) w kategorii najlepszy album popowy za nagrania Cinta z 1996 roku.
Dwukrotnie wygrała program talent show Asia Bagus, organizowany przez Fuji Television (w latach 1992 i 1997).
Wraz z Titi DJ i Ruth Sahanayą tworzy grupę wokalną 3 Diva. Jej siostra – Yuni Shara – również jest piosenkarką.
W wieku 21 lat poślubiła piosenkarza Ananga Hermansyaha, z którym nagrała szereg albumów muzycznych.

## Dyskografia
Albumy studyjne
- 1987: Biasa Saja
- 1995: Terserah
- 1996: Cinta
- 1996: Hanya Tuhan
- 1997: Kasih
- 1998: Sayang
- 1998: Buah Hati
- 1999: Menghitung Hari
- 2000: Mencintaimu
- 2000: Makin Aku Cinta
- 2003: Menuju Terang
- 2004: Cahaya
- 2007: Krisdayanti
- 2009: CTKD